# Mazet-Saint-Voy
Mazet-Saint-Voy è un comune francese di 1 162 abitanti situato nel dipartimento dell'Alta Loira della regione dell'Alvernia-Rodano-Alpi.

## Società

### Evoluzione demografica
Abitanti censiti